# Вітанія снодійна
Вітанія снодійна, також ашваганда (Withania somnifera) — вид рослини родини Пасльонові.

## Назва
У санскриті називається ашваганда (ashva — кінь, gandha — запах), що відсилає до характерного запаху коріння.

## Будова
Короткий тендітний багаторічний чагарник заввишки 35–75 см. Опушені гілки радіально розходяться від центрального стебла. Листя тьмяно-зелене, еліптичне, зазвичай завдовжки до 10–12 см. Квітки дрібні, зелені, дзвоникоподібні. Дозрілий плід — оранжево-червоний.

## Поширення та середовище існування
Зростає від Південно-Східної Азії до Середземномор’я та Південної Африки.

## Практичне використання
Коріння використовується в аюрведичній медицині та відоме як адаптоген з широкою доказовою базою позитивних ефектів — зменшення рівня стресу, покращення когнітивних функцій, сну тощо.

## Галерея

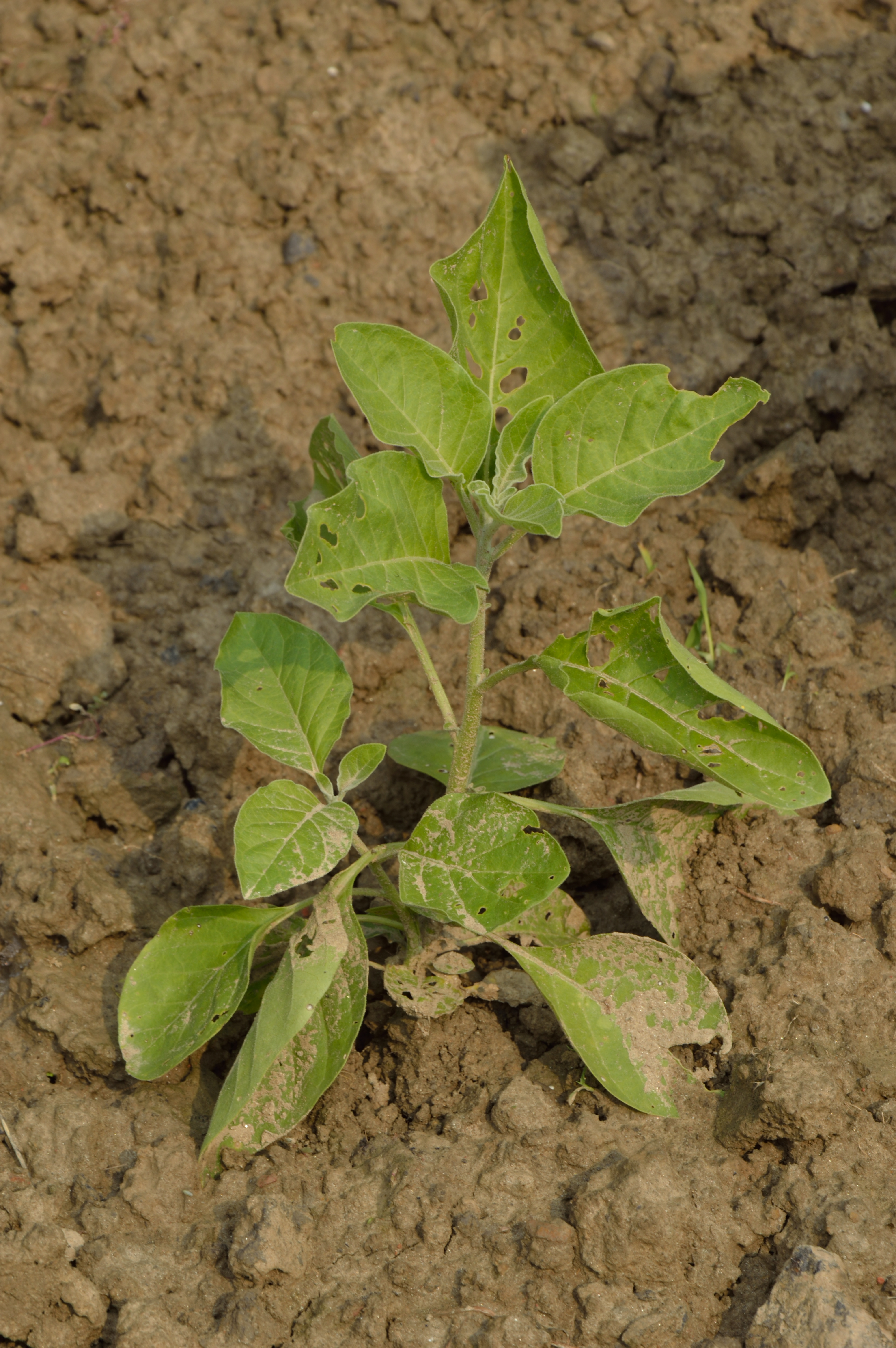
Паросток
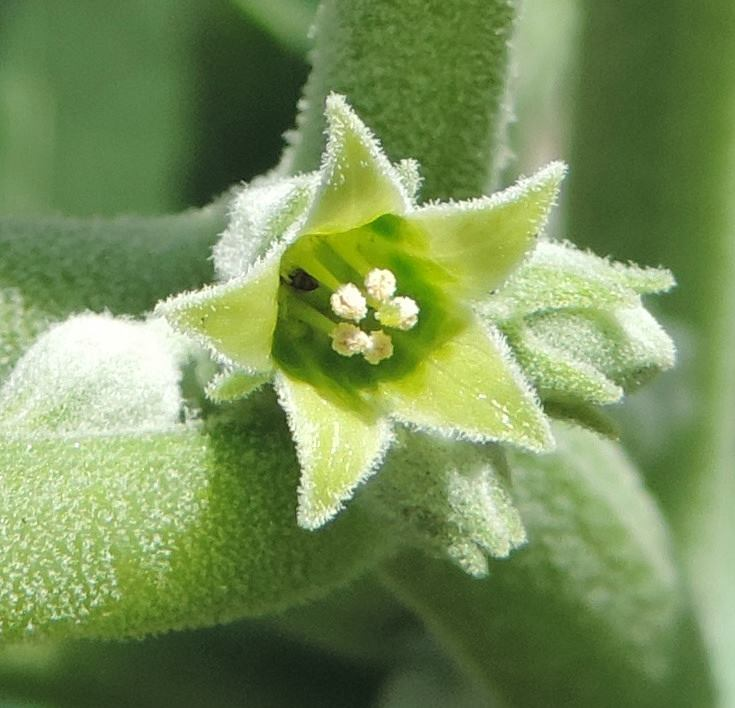
Квітка
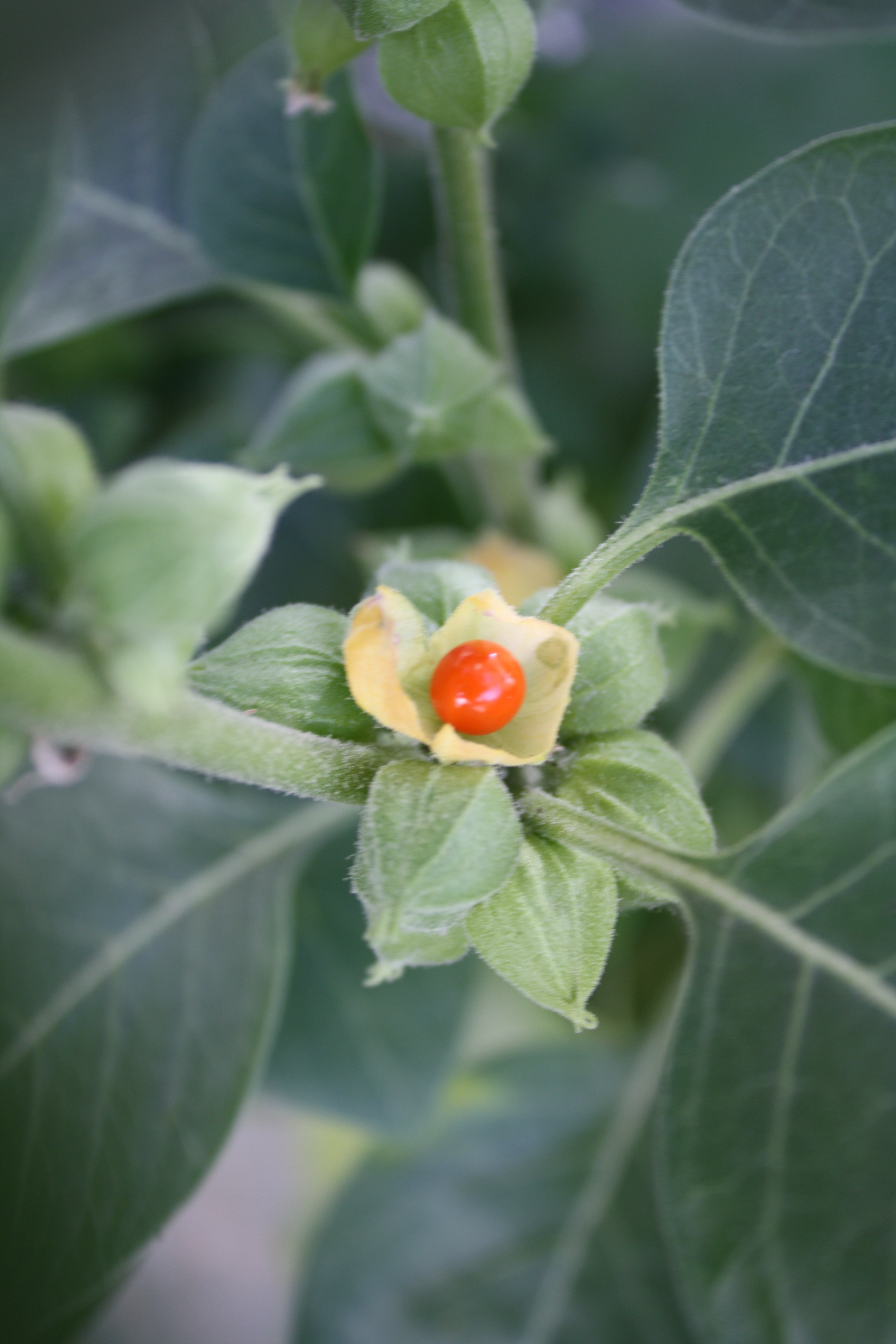
Плід
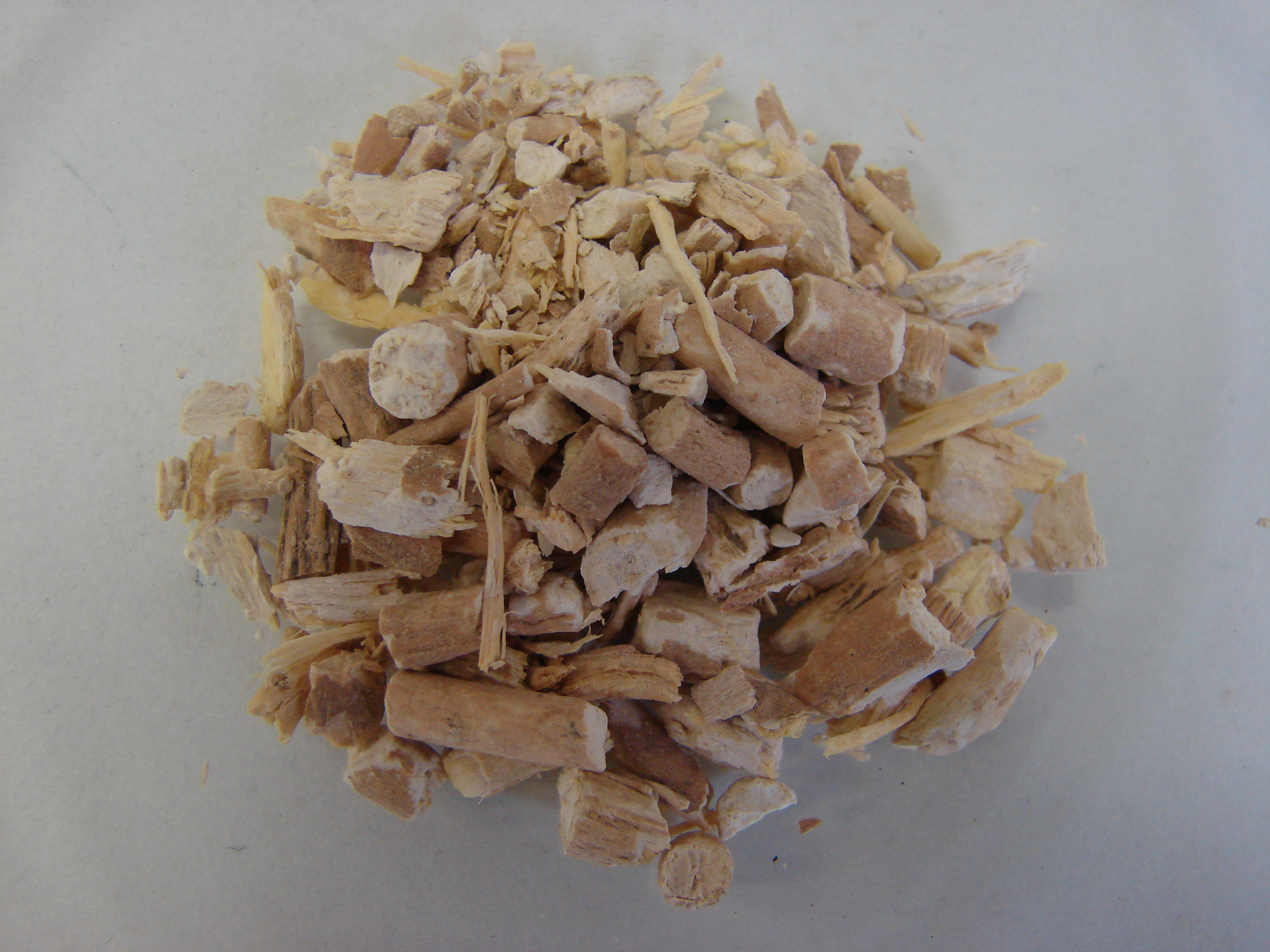
Коріння